# Joe Hisaishi
Mamoru Fujisawa (藤澤 守 Fujisawa Mamoru, nasceu em 6 de dezembro de 1950 em Nagano, Japão), conhecido profissionalmente como Joe Hisaishi (久石 譲 Hisaishi Jō), é um compositor e diretor musical conhecido por mais de 100 trilhas sonoras de filmes e álbuns solos desde 1981.
Apesar de ter um estilo de som diferente, a música de Hisaishi é conhecida por saber como conhecer, explorar e incorporar diferentes gêneros musicais, incluindo o estilo minimalista, eletrônica experimental, europeia clássica e japonesa clássica.  E mais alguns gêneros menos conhecidos; ele também é compositor, compositor tipográfico, autor,arranjador e maestro.
Ele é melhor conhecido por seu trabalho com animações japonesas com o animador Hayao Miyazaki, tendo composto trilhas sonoras para vários de seus filmes, incluindo Nausicaä do Vale do Vento (1984), O Castelo no Céu (1986), Meu Vizinho Totoro (1988), O Serviço de Entregas da Kiki (1989), Porco Rosso: O Último Herói Romântico (1992), Princesa Mononoke (1997), A Viagem de Chihiro (2001), O Castelo Animado (2004), Ponyo: Uma Amizade Que Veio do Mar (2008) e Vidas ao Vento (2013). Ele também é conhecido pelas trilhas sonoras que fez para os filmes do cineasta Takeshi Kitano, incluindo Ano natsu, ichiban shizukana umi (1991), Sonatine (1993), Kids Return (1996), Hana-bi (1997), Kikujiro (1999), e Dolls (2002), bem como para o jogo de vídeo game Ni no Kuni (Ni no Kuni em seu título original, produzido pela empresa japonesa Level-5 e pelo estúdio de animação Studio Ghibli, para Nintendo DS e mais tarde para PlayStation 3). Ele também foi um estudante do lendário compositor Takeo Watanabe.

## Biografia

### Inicio da vida
Hisaishi nasceu em Nakano no Japão com nome de Mamoru Fujisawa (藤澤 守 Fujisawa Mamoru). Quando ele começou a ter aulas de violino aos cinco anos de idade, Hisaishi descobriu sua paixão pela música. Percebendo sua paixão pela música, ele frequentou o Kunitachi College of Music (Faculdade de Música Kunitachi em Tóquio) em 1969. Hisaishi colaborou com artistas minimalistas como tipógrafo, promovendo sua experiência no mundo musical.
Em 1974, Hisaishi compôs seu primeiro sucesso no mundo dos negócios, quando compôs uma música para uma pequena animação chamada Gyatoruzu. Essa e outras composições iniciais foram criadas sob seu nome de batismo. Durante esse período, Hisaishi foi compositor de Sasuga no Sarutobi (Academia de Ninjas) e Futari Taka (Em Plena Aceleração).
Na década de 1970 a música popular japonesa, a música eletrônica e a nova era da música, floresceu; esses gêneros, bem como os Yellow Magic Orchestra (uma banda eletrônica japonesa de 1978–1983), influenciou as composições de Hisaishi. Ele desenvolveu suas músicas das ideias dos minimalistas e expandiu em direção ao trabalho orquestral. Por volta de 1975, Hisaishi fez sua primeira apresentação pública, espalhando seu nome através de sua comunidade. Seu primeiro álbum, MKWAJU, foi lançado em 1981, com informações sendo publicadas um ano depois. Hisaishi começou a ser notado pelas trilhas sonoras nos animes chamados Hajime Ningen Gyatoruz (1974) e Robokko Beeton (1976).
Como seus trabalhos foram ficando mais conhecidos, Hisaishi formulou um apelido inspirado pelo Quincy Jones, um músico e produtor afro-americano. Transcritas em japonês, "Quincy Jones" se tornam "Joe Hisaishi". ("Quincy," é pronunciado como "Kuinshi" em japonês e pode ser escrito usando o mesmo kanji de "Hisaishi"; "Joe" vem de "Jones.")

### Indústria de filmes (1981-98)
Em 1981 Hisaishi, com seu novo nome, lançou seu primeiro álbum musical, MKWAJU, e em 1982 o álbum eletropop-minimalista Information. Então em 1983, Hisaishi foi recomendado por Tokuma, para criar uma trilha sonora e um álbum de imagens para a animação Nausicaä do Vale do Vento. Hisaishi e o diretor do filme, Hayao Miyazaki, se tornaram grandes amigos e futuramente trabalhariam juntos em vários projetos. Esta grande oportunidade levou ao sucesso avassalador como compositor de trilhas sonoras. Em 1986 em O Castelo no Céu e mais tarde nos anos 90, Porco Rosso: O Último Herói Romântico e Princesa Mononoke foram lançados. Assim Hisaishi reforçou sua ótima reputação como um dos principais contribuintes para a nascente indústria de animações, suas composições (incluindo oito filmes teatrais e um OVA) se tornaram algumas das características da indústria nascente de animações e animes da década de 80 e 90. Hisaishi também compôs para TV e filmes, como Sasuga no Sarutobi, Two Down Full Base, Tonde Mon Pe e o anime Tekuno porisu 21C (todos em 1982), Sasuraiger (1983), Futari Taka (1984), Alpen Rose (1985) e Oz no mahôtsukai (1986). Ele também marcou presença na série sci-fi Mospeada (1983), na qual, mais tarde foi retrabalhado (sem sua presença musical) no terceiro seguimento de Carl Macek, Robotech. Outros filmes onde ele marcou significativa presença foi em Mobile Suit Gundam Movie II: Soldiers of Sorrow (1981), Mobile Suit Gundam Movie III: Encounters in Space (1982), Birth (1984), Arion (1986), Robot Carnival (1987), Tonari no Totoro (1988), Crest of the Royal Family e Maison Ikkoku – Apartment Fantasy (ambos em 1988), Venus Wars (1989), Majo no Takkyūbin (1989), Kurenai no Buta (1992) e Ocean Heaven (2010). Ele também fez temas musicais e compôs músicas de aberturas e encerramento de animes em Mahō Shōjo Lalabel (1980), Hello! Sandybell (1981), Meiken Jolie (1981), Voltron (1981), Ai Shite Knight (1983), Creamy Mami, the Magic Angel: Curtain Call (1986), e Kimagure Orange Road: The Movie (1988).
Quão maior a exposição dada a Hisaishi e a indústria de anime, sua carreira cresceu significativamente. Ele começou sua carreira solo e começou a produzir músicas, e fundou sua própria gravadora (Wonder Land Inc.) em 1988. Um ano depois, Hisaishi publicou seu primeiro álbum solo “Pretender” como seu primeiro álbum sob sua nova gravadora.

### Sucesso mundial (1998-2004)
Em 1998, Hisaishi compôs a trilha sonora das Olimpíadas Paraolímpicas de Inverno de 1998. No ano seguinte, ele compôs a música para uma série educacional de computação animada sobre o corpo humano. Novamente em 1999, ele compôs a trilha sonora para um filme de Takeshi Kitano, Kikujiro, no qual a música intitulada Summer se tornou uma das composições mais conhecidas de Hisaishi. Em 2001, Hisaishi produziu outra música para outro filme de Kitano, chamado Brother, e outra trilha para um filme animado de Hayao Miyazaki, A Viagem de Chihiro. Ele também trabalhou como produtor executivo de Night Fantasia 4: Movement no Expo Japão em Fukushima em 2001. Em 6 de outubro, Hisaishi fez sua estreia como diretor de filmes em Quartet, tendo também escrito o script e sua trilha sonora. O filme teve ótimas críticas no Festival Internacional de Cinema de Montreal. Sua primeira trilha sonora para um filme estrangeiro foi em LePetit Poucet, lançado no mesmo ano.

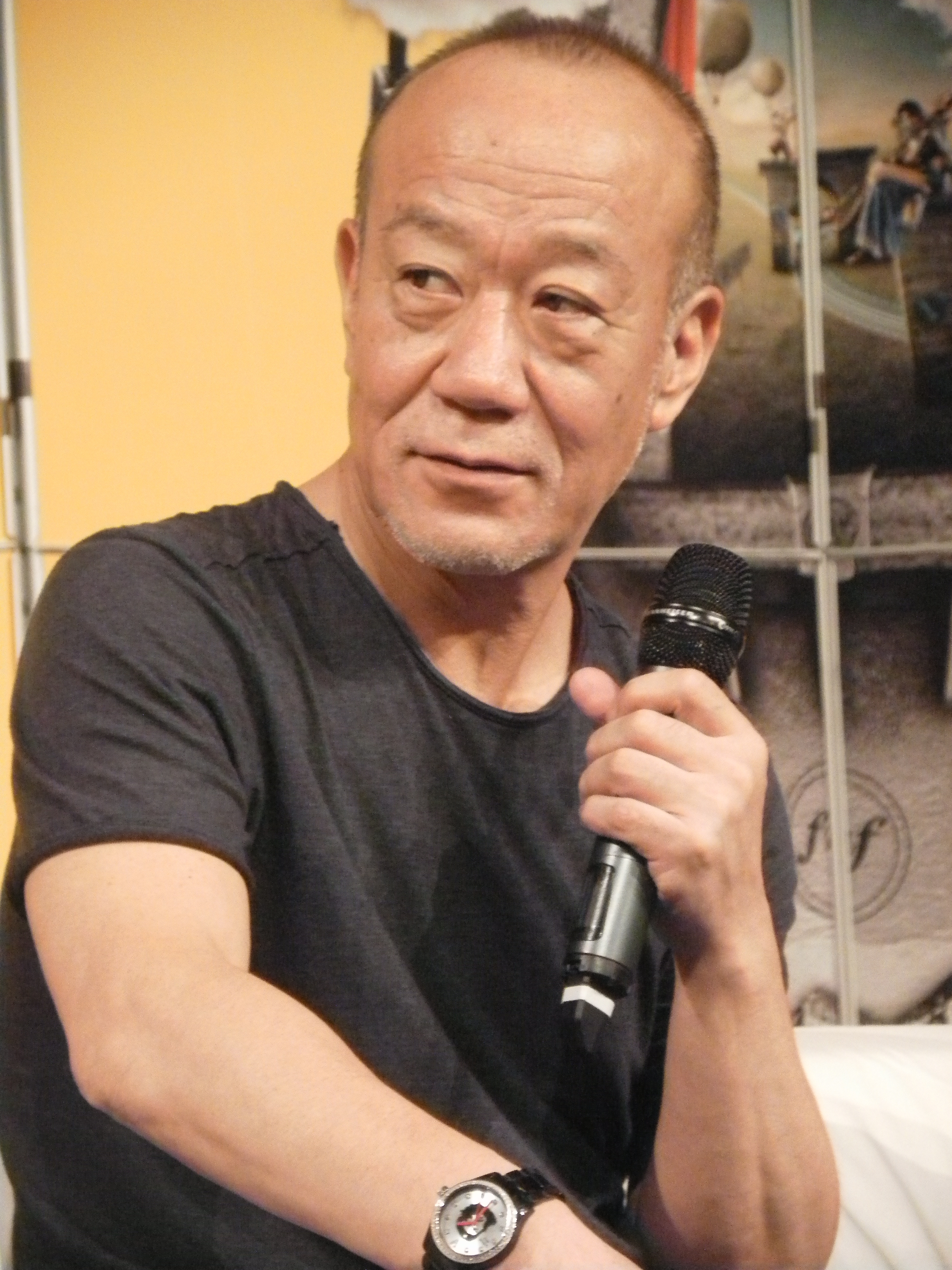
Joe Hisaishi em Kraków, 2011

Outro filme de Miyazaki, O Castelo Animado, teve sua trilha sonora composta por Hisaishi em 20 de novembro de 2004. Do dia 3 ao dia 29 de novembro de 2004, Hisaishi embarcou em um tour com músicos canadenses chamado Joe Hisaishi Freedom – Piano Stories 2004. Em 2005 ele também compôs a trilha sonora para um filme coreano chamado Welkkeom tu Dongmakgol (웰컴 투 동막골). Ele também participou do grande marco da coreia, pela trilha sonora composta pela série de drama The Legend (태왕사신기 "The Story of the First King's Four Gods" | MBC), no qual foi publicado em 2007. Hisaishi tem uma legião de fãs na coreia devido à popularidade pelos filmes de Miyazaki.

### O presente (2006)
Em 2006, Hisaishi publicou um álbum de estúdio chamado Asian X.T.C., composições dos quais demonstrou um estilo oriental significativamente eclético e contemporâneo. O integrante da banda chinesa 12 Girls Band, Zhan Li, tocou em um concerto ao vivo algumas músicas desse álbum. No ano seguinte, ele compôs e gravou a trilha sonora para um filme de Frederic Lepage, chamado Sunny and the Elephant, e também para outro filme de Miyazaki, chamado Ponyo: Uma Amizade Que Veio do Mar, ambos no ano de 2008, também no mesmo ano, compôs a trilha sonora para um filme chinês de Jiang Wen chamado The Sun Also Rises (太阳照常升起).
Em 2008, Hisaishi compôs outras trilhas sonoras para filmes, como o filme vencedor do Óscar, Okuribito. E também compôs "I'd Rather Be a Shellfish" para o filme Watashi wa Kai ni Naritai  (私は貝になりたい), um filme de drama que retrata crimes de guerra cometidos durante a Segunda Guerra Mundial, baseado em um romance de Tetsurato Kato  (1959) atualmente sendo refeito e dirigido por Katsuo Fukuzawa, estrelando Masahiro Nakai e Yukie Nakama.
Hisaishi também lançou um novo álbum solo no começo de 2009, incluindo músicas dos filmes Shellfish e Departures.
Em 28 de junho de 2013, Hisaishi estava entre os convidados para integrar a Academia de Artes e Ciências Cinematográficas (Uma organização profissional honorária dedicada ao desenvolvimento da arte e ciência do cinema). Este convite só é concedido para aqueles “que se tenham se destacado por suas contribuições em filmes cinematográficos”.
Também em 2013, fez a trilha sonora em Legends of the Deep: Giant squid, um documentário sobre a vida selvagem, onde pela primeira vez um documentário conseguiu captar imagens do Giant squid, um tipo de lula gigante, em seu habitat natural (narrado por David Attenborough em uma série chamada Natural World da BBC – especial Giant Squid: Filmando o Impossível).

## Prêmios e reconhecimento
Como resultado de seu árduo trabalho ao longo dos anos, Hisaishi ganhou sete prêmios da Academia do Japão por melhor música em 1992, 1993, 1994, 1999, 2000, 2009, e 2011. Ele também recebeu o 48.º Newcomer Award em 1997 pelo Ministro da Educação (Seção de Entretenimento Público) entre inúmeros outros prêmios, sendo reconhecido como uma figura influente na indústria de filmes japonesa.
Em novembro de 2009, ele foi premiado com a Medalha de Honra com faixa roxa (entregue para indivíduos que contribuíram para progressos, melhoramentos e façanhas, no ponto de vista artístico e acadêmico), pelo Governo do Japão.